# Pseudomugil mellis
Pseudomugil mellis is een  straalvinnige vissensoort uit de familie van blauwogen (Pseudomugilidae). De wetenschappelijke naam van de soort is voor het eerst geldig gepubliceerd in 1982 door Allen & Ivantsoff.
De soort staat op de Rode Lijst van de IUCN als Bedreigd, beoordelingsjaar 1996.